# ブルック・シールズ

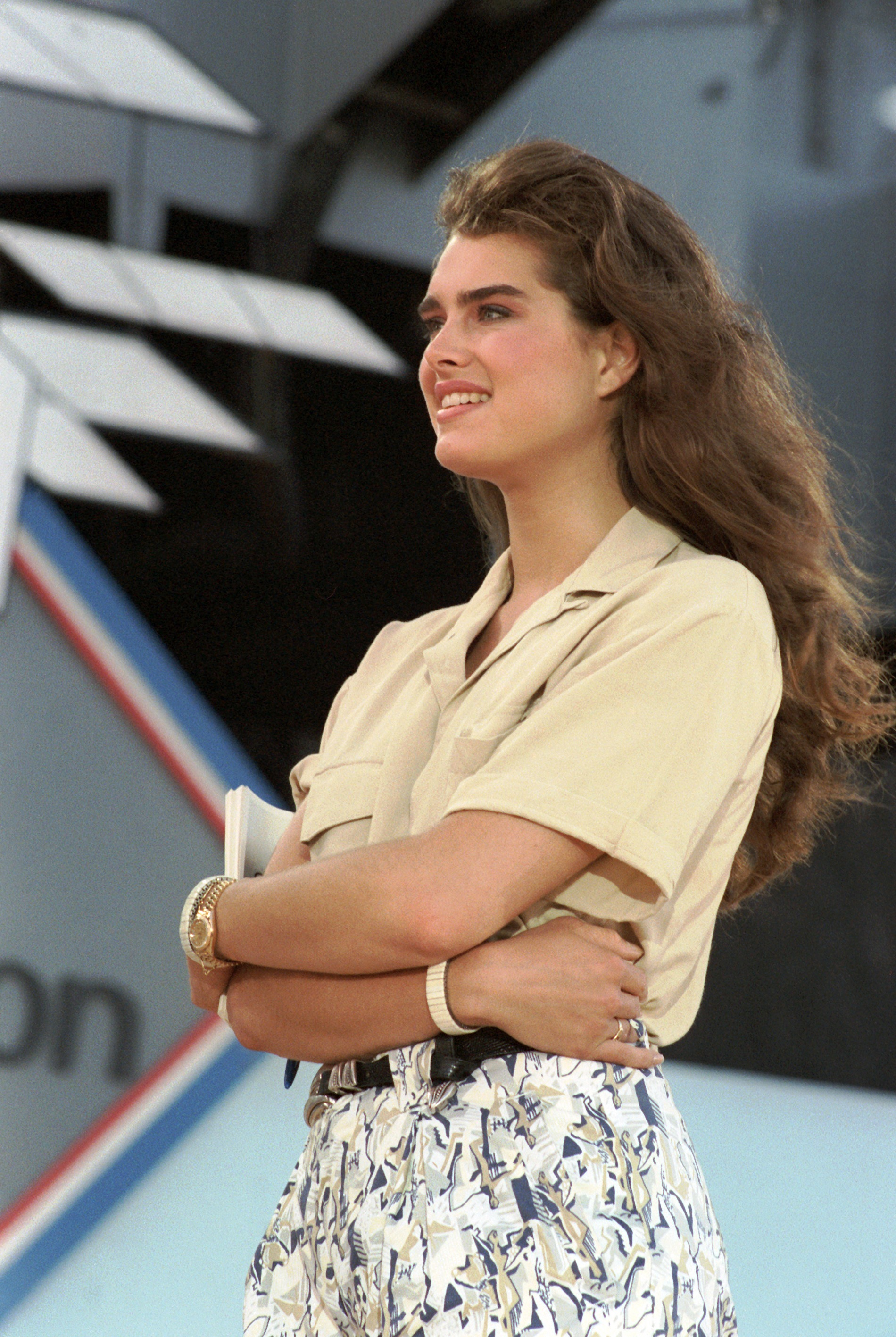
ブルック・シールズ　 1986年

ブルック・シールズ（Brooke Shields、1965年5月31日 - ）は、アメリカ合衆国ニューヨーク市出身の女優で、モデルでもある。本名はブルック・クリスタ・カミール・シールズ（Brooke Christa Camille Shields）で、シールズが苗字。英語圏等での愛称は Brookie（ブルッキー）。

## 来歴
父親フランシス・アレクサンダー・シールズ（フランシス・アレクサンダー・シールズ・ジュニア）は、アメリカの実業家で、レブロンの重役などを務めた。彼はローマの銀行家・貴族のトルトニア家 (Tritonia) （イタリアの公爵・メディチ家の血を引いている）。母親はソーシャライトで女優・映画プロデューサー・モデルでもあるテレジア・アンナ・リリアン・マリア・“テリー”・シュモン (Theresia Anna Lilian Maria "Teri" Schmon)。2人は1964年に結婚し、母親はテリー・シールズを名乗るようになった。ブルックはその翌年、第1子の長女として生まれた。シールズ家の本拠は当時も今もマンハッタンにある。一家はカトリック信者である。なお、ブルックには異父姉もしくは異母姉のマリアがいる。
ブルックが母親のマネジメントの下で子供モデルを始めたのがいつであったのかについての情報は無いが、生後わずか11か月にして写真家フランチェスコ・スキャバロに見出され、アイボリー石鹸（cf.）のモデルに起用されている。その後両親が離婚するも、シールズ自身はアメリカで一番の高額ギャラを得る人気子供モデルになった。10歳の頃には写真家ギャリー・グロスの下でヌード写真を撮っている。
1977年、ホラー映画『アリス・スウィート・アリス』で端役（主人公の妹役）として映画デビューを果たす。そして1978年のルイ・マル監督の映画『プリティ・ベビー』にて11歳で娼婦（12歳）を演じてセンセーションを巻き起こし、一躍スターとなった。15歳の時にはカルバン・クラインのジーンズのCMに起用されている。
1979年、『ブルック・シールズのプリティ・ギャンブラー』と『裸足の天使』に主演。
1980年の『青い珊瑚礁』と1981年の『エンドレス・ラブ』が連続でヒットした事により世界の人気スターとなり、若手女優のトップに躍り出て“美人の代名詞”とされる様になる。
1982年、ニュージャージー州イングルウッドにあるドワイト＝イングルウッド・スクールを卒業し、プリンストン大学（仏文学を専攻）へ進学。
1983年の『サハラ』出演の後は、学業中心の生活を送るようになり、出演作は少なくなった。この学生時代に俳優ディーン・ケインと交際している。1985年、20歳の時にはエッセー『私のライフ・スタイル』を出版した。
1987年（※別資料では1988年）にプリンストン大学を首席で卒業し、女優業を本格的に再開する。
1996年からはこの年にスタートしたNBCテレビのコメディドラマ『サドンリー・スーザン』シリーズに出演し、再び人気女優の地位を獲得する。ブロードウェイ・ミュージカルにも出演している。
1997年4月19日、男子プロテニス選手のアンドレ・アガシと4年間の交際を経て結婚。上述した『サドンリー・スーザン』に出演中のブルックは成人後低迷していた女優業が再び充実してきていたが、その後、アガシのテニスは不調に陥ってしまい、結局のところ、2人は2年後の1999年4月に離婚してしまった。
2001年4月、脚本家でNBCテレビのプロデューサーを務めるクリス・ヘンチー (en) と再婚。2004年、バーンスタインのミュージカル『ワンダフル・タウン』（Wonderful Town）の主演などがあり、好評を博した。
2003年4月25日、がんを患っていた父フランシスを亡くすも、同年5月15日、第1子の長女ローワン (Rowan Francis Henchy) を出産。しかしその後はうつ症状になり、抗うつ薬のパキシルを使用したことを公表したが、2005年5月にサイエントロジー信者であるトム・クルーズがこれを名指しで批判した。クルーズの発言はいわれのない中傷であり、そして彼の評判を下げる結果ともなったが、後日クルーズ自身から謝罪を受け、2人の仲は回復している。奇しくも、シールズの第2子で次女（※末子となった）のグリア (Grier Hammond Henchy) とクルーズの次女（実子）は同じ2006年4月18日に同じ病院で誕生した。
2012年10月31日、母テリーが亡くなった。

## 人物
マイケル・ジャクソンとは子供のころからの付き合いで、2009年の彼の追悼会で涙を浮かべながらスピーチする姿が全世界に伝えられた。
親日家であり、日本では多数のテレビCMなどで親しまれてきた。フジテレビ『新春スターかくし芸大会』で和太鼓演奏を披露したこともある。
天皇徳仁（今上天皇）は、若き皇太子時代、日本人では柏原芳恵、外国人ではブルック・シールズの熱烈なファンであったと、積極的にではないにしろ公言していた。殿下（当時）とブルックはおおよそ同世代（殿下が5歳年上）で、オックスフォード大学に留学していた頃（1983-1985年）から交流がある。同大学時代の学生寮の自室にはブルックのポスターなどが飾られていたことは当時のトピックとして話題になっていた。

## 親族
父方の祖父であるフランク・シールズ（1909年 - 1975年）は、1930年代前半に活躍して国際テニス殿堂入りしたほどのテニス選手であり、その後は1930年代後半に3年間ハリウッド俳優としても活動した人物である。フランク・シールズの2番目の妻（ブルックの祖母）の兄にあたる第5代チヴィテッラ＝チェシ公アレッサンドロ・トルロニアの妻のベアトリス・デ・ボルボン・イ・バッテンベルグは、スペイン前国王フアン・カルロス1世の伯母であるので、血縁関係こそ無いもののシールズはスペイン王家とイギリス王家の遠縁にあたる。また、父方の曽祖父の第4代チヴィテッラ＝チェシ公マリノ・トルロニアはアメリカ東部の上流階級の女性と結婚したが、その女性の兄弟の孫が女優のグレン・クローズである。元々このトルロニア家は、18世紀にフランスのオーベルニュ地方で枢機卿をしていた人物の給仕係としてローマに連れて来られたフランス人の貧しい元農民を始祖とするが、その人物の息子や孫がローマで実業家・銀行家に転身して大成功したことで、18-19世紀にかけてローマとヴァチカンを支配することになった一族である。婚姻を通じて中世からローマを支配した名門貴族のオルシーニ家・ボルゲーゼ家と親戚になったことで、彼らを通してメディチ家・エステ家・旧イタリア王家のサヴォイア家とも遠戚になった。また、父親の再婚相手の前夫はアメリカの名家オーチンクロス家出身なので、この家を通して作家のゴア・ヴィダル、ジャクリーン・ケネディとも系譜が繋がっている。

## 主な出演作品

### 映画
| 公開年 | 邦題 原題 | 役名                           | 備考                                                                                             |
| ------ | --- | ------------------------------ | ------------------------------------------------------------------------------------------------ |
| 1977   | アリス・スウィート・アリス Communion                                                                            | カレン                         |                                                                                                  |
| 1978   | プリティ・ベビー Pretty Baby                                                                                    | ヴァイオレット                 |                                                                                                  |
| 1978   | キング・オブ・ジプシー King of the Gypsies                                                                      | ティタ                         |                                                                                                  |
| 1979   | ブルック・シールズのプリティ・ギャンブラー Tilt                                                                 | ティルト                       | 日本ではVHSスルー 別邦題『ピンボールの青春』『ティルト/青春ピンボール』                          |
| 1979   | グランドキャニオンの黄金 Wanda Nevada                                                                           | ワンダ・ネヴァダ               | 日本ではテレビ放送                                                                               |
| 1979   | 裸足の天使 Just You and Me, Kid                                                                                 | ケイト                         |                                                                                                  |
| 1980   | 青い珊瑚礁 Blue Lagoon                                                                                          | エメライン                     |                                                                                                  |
| 1981   | エンドレス・ラブ Endless Love                                                                                   | ジェイド・バターフィールド     |                                                                                                  |
| 1983   | サハラ Sahara                                                                                                   | デイル                         |                                                                                                  |
| 1984   | 青い誘惑 Wet Gold                                                                                               | ローラ                         | テレビ映画、日本では劇場公開 別邦題『ブルック・シールズの黄金の誘惑/青い海にうごめく欲望と金塊』 |
| 1988   | ダイヤモンド・トラップ The Diamond Trap                                                                         | タラ・ホールデン               | テレビ映画                                                                                       |
| 1989   | キャノンボール3 新しき挑戦者たち Speed Zone!                                                                    | スチュワーデス                 |                                                                                                  |
| 1989   | ブレンダ・スター Brenda Starr                                                                                   | ブレンダ・スター               |                                                                                                  |
| 1990   | バックストリート・ドリームズ Backstreet Dreams                                                                  | スティーヴィー                 | 日本ではVHSスルー                                                                                |
| 1993   | ストーカー 異常性愛 I Can Make You Love Me                                                                      | ローラ・ブラック               | テレビ映画                                                                                       |
| 1993   | ミュータント・フリークス Freaked                                                                                | スカイ                         | 日本ではBlu-rayスルー                                                                            |
| 1994   | セブンスフロア The Seventh Floor                                                                                | ケイト・フレッチャー           |                                                                                                  |
| 1995   | ボーン・ワイルド/サバンナに生きて Running Wild                                                                  | クリスティーン                 | 日本ではVHSスルー 別邦題『サバンナの詩』                                                         |
| 1995   | 女医 Nothing Lasts Forever                                                                                      | ベス・タフト                   | テレビ映画                                                                                       |
| 1996   | 連鎖犯罪/逃げられない女 Freeway                                                                                 | ミミ                           | 日本ではVHSスルー 別邦題『フリーウェイ』                                                         |
| 1999   | ブラック AND ホワイト Black and White                                                                           | サム                           | 日本ではVHSスルー                                                                                |
| 1999   | プロポーズ The Bachelor                                                                                         | バックリー・ヘイル＝ウィンザー |                                                                                                  |
| 2001   | 愛と憎しみの法廷 What Makes a Family                                                                            | ジャニーン                     | テレビ映画                                                                                       |
| 2005   | 黒い薔薇 Gone But Not Forgotten                                                                                 | ベッツィ・タネンバウム         | テレビ映画                                                                                       |
| 2008   | ミッドナイト・ミート・トレイン The Midnight Meat Train                                                          | スーザン・ホフ                 | 日本ではDVDスルー                                                                                |
| 2009   | ハンナ・モンタナ/ザ・ムービー Hannah Montana: The Movie                                                         | 母親                           | クレジットなし                                                                                   |
| 2010   | アザー・ガイズ 俺たち踊るハイパー刑事! The Other Guys                                                           | 本人                           | 本人役でのカメオ出演                                                                             |
| 2010   | アニマル・ウォーズ 森林帝国の逆襲 Furry Vengeance                                                               | タミー・サンダース             | 日本ではDVDスルー                                                                                |
| 2011   | ルーキー・ハウス・ガール Chalet Girl                                                                            | キャロライン                   | 日本ではDVDスルー                                                                                |
| 2013   | ホットフラッシュ〜ワタシたちスーパー・ミドルエイジ! The Hot Flashes                                             |                                | 日本ではDVDスルー                                                                                |
| 2016   | メイクアップ・アーティスト:ケヴィン・オークイン・ストーリー Larger Than Life: The Kevyn Aucoin Story            |                                | 別邦題『ケヴィン・オークイン：美の哲学』                                                         |
| 2017   | マイケル・ボルトンのビッグでセクシーなバレンタインスペシャル Michael Bolton's Big, Sexy Valentine's Day Special |                                | Netflix配信                                                                                      |
| 2021   | クリスマス・キャッスル A Castle For Christmas                                                                   |                                | Netflix配信                                                                                      |

### テレビシリーズ
| 放映年    | 邦題 原題                                                  | 役名                           | 備考                                                          |
| --------- | ---------------------------------------------------------- | ------------------------------ | ------------------------------------------------------------- |
| 1992      | タイムマシーンにお願い Quantum Leap                        | ヴァネッサ・フォスター         | 第5シーズン第3話「Leaping of the Shrew - September 27, 1956」 |
| 1996      | フレンズ Friends                                           | エリカ・フォード               | 第2シーズン第12話「スターとデート」                           |
| 1996-2000 | ブルック・シールズのハロー!スーザン Suddenly Susan         | スーザン                       | 計96話出演                                                    |
| 2004      | ザット'70sショー That '70s Show                            | パメラ                         | 計7話出演                                                     |
| 2006      | LAW & ORDER:犯罪心理捜査班 Law & Order: Criminal Intent    | ケリー・スローン＝レインズ     | 第6シーズン第3話「海辺の町」                                  |
| 2006      | NIP/TUCK マイアミ整形外科医 Nip/Tuck                       | フェイス・ウォルパー           | 計3話出演                                                     |
| 2007      | チャーリー・シーンのハーパー★ボーイズ Two and a Half Men   | ダニエレ・スチュワート         | 第4シーズン第14話「That's Summer Sausage, Not Salami」        |
| 2007-2009 | シークレット・アイドル ハンナ・モンタナ Hannah Montana     | マイリーの母                   | 計3話出演                                                     |
| 2008-2009 | リップスティック・ジャングル Lipstick Jungle               | ウェンディ・ヒーリー           | 計20話出演                                                    |
| 2010-2018 | ザ・ミドル 中流家族のフツーの幸せ The Middle.              | リタ                           | 計6話出演                                                     |
| 2013      | アーミー・ワイフ Army Wives                                | キャサリン・"キャット"・ヤング | 計5話出演                                                     |
| 2014      | マイケル・J・フォックス・ショウ The Michael J. Fox Show    | デボラ                         | 計4話出演                                                     |
| 2016      | フラワーショップ・ミステリー Flower Shop Mystery           | アビー・ナイト                 | 全3話・主演                                                   |
| 2017-2018 | LAW & ORDER:性犯罪特捜班 Law & Order: Special Victims Unit | シーラ・ポーター               | 計5話出演                                                     |
| 2018      | ジェーン・ザ・ヴァージン Jane the Virgin                   | リバー・フィールズ             | 計4話出演                                                     |

### ミュージカル
- キャバレー Cabaret
- グリース Grease
- ワンダフル・タウン Wonderful Town
- シカゴ Chicago

## 来日時の主なテレビ出演
- 徹子の部屋（テレビ朝日）
- 三枝の爆笑美女対談（フジテレビ系）
- なるほど!ザ・ワールド（フジテレビ） - ゲスト解答者として
- ニュースステーション（テレビ朝日）

## 著書
- 『ブルック・シールズ私のライフスタイル』道下匡子訳、新潮文庫、1986年。